# Le Vanneau-Irleau
Le Vanneau-Irleau és un municipi francès situat al departament de Deux-Sèvres i a la regió de la Nova Aquitània. L'any 2007 tenia 933 habitants.

## Demografia

### Població
El 2007 la població de fet de Le Vanneau-Irleau era de 933 persones. Hi havia 368 famílies de les quals 92 eren unipersonals (68 homes vivint sols i 24 dones vivint soles), 112 parelles sense fills, 132 parelles amb fills i 32 famílies monoparentals amb fills.
La població ha evolucionat segons el següent gràfic:
Habitants censats

### Habitatges
El 2007 hi havia 433 habitatges, 376 eren l'habitatge principal de la família, 34 eren segones residències i 23 estaven desocupats. 430 eren cases i 1 era un apartament. Dels 376 habitatges principals, 305 estaven ocupats pels seus propietaris, 67 estaven llogats i ocupats pels llogaters i 4 estaven cedits a títol gratuït; 1 tenia una cambra, 10 en tenien dues, 45 en tenien tres, 122 en tenien quatre i 198 en tenien cinc o més. 329 habitatges disposaven pel capbaix d'una plaça de pàrquing. A 138 habitatges hi havia un automòbil i a 210 n'hi havia dos o més.

### Piràmide de població
La piràmide de població per edats i sexe el 2009 era:
| Homes | Edats   | Dones |
| ----- | ------- | ----- |
| 0     | 95 o +  | 0     |
| 0     | 90 a 94 | 4     |
| 4     | 85 a 89 | 4     |
| 4     | 80 a 84 | 8     |
| 16    | 75 a 79 | 40    |
| 20    | 70 a 74 | 24    |
| 20    | 65 a 69 | 12    |
| 16    | 60 a 64 | 20    |
| 36    | 55 a 59 | 24    |
| 12    | 50 a 54 | 20    |
| 24    | 45 a 49 | 12    |
| 44    | 40 a 44 | 32    |
| 16    | 35 a 39 | 40    |
| 40    | 30 a 34 | 36    |
| 28    | 25 a 29 | 16    |
| 20    | 20 a 24 | 16    |
| 16    | 15 a 19 | 8     |
| 32    | 10 a 14 | 28    |
| 28    | 5 a 9   | 32    |
| 20    | 0 a 4   | 36    |

## Economia
El 2007 la població en edat de treballar era de 566 persones, 427 eren actives i 139 eren inactives. De les 427 persones actives 403 estaven ocupades (220 homes i 183 dones) i 24 estaven aturades (8 homes i 16 dones). De les 139 persones inactives 71 estaven jubilades, 34 estaven estudiant i 34 estaven classificades com a «altres inactius».

### Ingressos
El 2009 a Le Vanneau-Irleau hi havia 378 unitats fiscals que integraven 937,5 persones, la mediana anual d'ingressos fiscals per persona era de 17.616 €.

### Activitats econòmiques
Dels 24 establiments que hi havia el 2007, 1 era d'una empresa extractiva, 1 d'una empresa alimentària, 2 d'empreses de fabricació d'altres productes industrials, 9 d'empreses de construcció, 1 d'una empresa de comerç i reparació d'automòbils, 3 d'empreses d'hostatgeria i restauració, 1 d'una empresa d'informació i comunicació, 3 d'empreses de serveis, 2 d'entitats de l'administració pública i 1 d'una empresa classificada com a «altres activitats de serveis».
Dels 8 establiments de servei als particulars que hi havia el 2009, 1 era un paleta, 1 guixaire pintor, 3 fusteries, 1 lampisteria, 1 electricista i 1 restaurant.
L'únic establiment comercial que hi havia el 2009 era una fleca.
L'any 2000 a Le Vanneau-Irleau hi havia 18 explotacions agrícoles que ocupaven un total de 440 hectàrees.

## Equipaments sanitaris i escolars
El 2009 hi havia una escola elemental integrada dins d'un grup escolar amb les comunes properes formant una escola dispersa.

## Poblacions més properes
El següent diagrama mostra les poblacions més properes.